# 29 septembre 1988
Le jeudi 29 septembre 1988 est le 273e jour de l'année 1988.

## Naissances
- Albert Valentin, joueur de rugby
- Aleksandr Khyutte, athlète russe
- Alize Lily Mounter, mannequin britannique
- Armonie Sanders, actrice française
- Arnaud Guilloux, Triathlète français
- Blair Connor, joueur de rugby
- Charlotte Holmes, mannequin et présentatrice de télévision anglaise
- Chen Chih-Yu, gymnaste taïwanais
- Ciarán Kilduff, joueur de football irlandais
- Dietmar Nöckler, fondeur italien
- Hugo Dupont, joueur de rugby
- Jannick Green Krejberg, handballeur international danois
- Julia Richter, rameuse allemande
- Justin Nozuka, chanteur de pop-folk
- Kevin Durant, joueur de basket-ball américain
- Laurens De Vreese, coureur cycliste belge
- Marshall Newhouse, joueur de football américain
- Matt Wilkinson, surfeur professionnel australien
- Matthias Krizek, coureur cycliste autrichien
- Maurício Luiz de Souza, joueur brésilien de volley-ball
- Nadiia Kodola, joueuse de volley-ball ukrainienne
- Nathan Lane, joueur de rugby
- Qwanell Mosley, chanteur américain
- Thomas Enhco, pianiste, violoniste et compositeur de jazz français
- Tyler Thornburg, lanceur droitier des Ligues majeures de baseball
- Rush, lutteur mexicain

## Décès
- Charles Addams (né le 7 janvier 1912), dessinateur de bandes dessinées, créateur de la série "The Addams family"
- Raúl Landini (né le 14 juillet 1909), boxeur argentin

## Événements
- Sortie du film Big
- Sortie du film Cinema Paradiso
- manifestations d'infirmières à Paris[réf. nécessaire]